# Jessica Bennett
Jessica Bennett   (Seattle, 1981) és una periodista feminista nord-americana que escriu sobre gènere, sexualitat i temes culturals. A l'octubre del 2017 esdevingué la primera editora de gènere del The New York Times. Abans havia col·laborat com a columnista en Time. Ha publicat Feminist Fight Club: A Survival Manual for a Sexist Workplace (Feminist Fight Club: un manual de supervivència per a un lloc laboral sexista) (HarperCollins, 2016).

## Biografia
Bennett prové de Seattle, Washington, on va estudiar en l'Institut Garfield. Es llicencià per la Universitat de Boston, i hi va ser estudiant reportera, cobrí el crim del The Boston Globe. Més tard es traslladà a Nova York, on va treballar com a ajudant d'investigació del periodista Wayne Barrett en The Village Voice.
Bennett començà la seua carrera en Newsweek, i durant set anys hi fou redactora de redacció i editora; guanyà el premi NY Press Club amb la història sobre la controvèrsia de les fotografies de Nikki Catsouras, sobre la lluita d'una família per a eliminar d'internet les horribles fotos de mort de la seua filla. El 2010, ella i dos col·legues escrigueren una polèmica història de portada: "Are We There Yet? (Som allí encara?)" sobre la llarga història del sexisme en Newsweek. Aparegué en el 40é aniversari d'una històrica demanda contra Newsweek, en què 46 treballadores demandaven la companyia per discriminació de gènere. La història es publicà en llibre: The Good Girls Revolt de Lynn Povich i en una sèrie televisió amb el mateix nom d'Amazon Web Services.
Bennett deixà Newsweek i entrà com a editora executiva en Tumblr i més tard fou editora col·laboradora de l'ONG Lean In Foundation, creada per Sheryl Sandberg, i hi cofundà la col·lecció de revistes i sèrie de TV Lean In: Women, Work, and the Will to Lead amb Getty Images, una iniciativa per a canviar la representació de les dones en fotografia.
En The New York Times, Bennett ha escrit sobre les fraternitats d'estudiants feministes i el consentiment sexual.
El 2016, Bennett publicà Feminist Fight Club: A Survival Manual for a Sexist Workplace, una obra descrita com a «atractiva, pràctica i hilarant» per Sheryl Sandberg i «una clàssica guia de batalla feminista f - k» per l'actriu Ilana Glazer.
El 2017, The New York Times anuncià que Bennett assumiria el nou lloc d'editora de gènere del diari. En una entrevista en Teen Vogue explicà: «Per a mi, les qüestions de gènere no signifiquen sols la cobertura del feminisme o les qüestions relacionades amb els drets de les dones. Tot i que, és clar, això és important i ens comprometem a abordar aquests problemes des d'una perspectiva interseccional. Crec, però, que per al NYT aquest tipus de contingut ha d'existir de manera transversal en cada secció. Llavors, açò significa històries sobre identitat de gènere, sexualitat o masculinitat, o ètnia i classe, i com s'incorpora la identitat de gènere en els temes que cobreix habitualment el diari, com ara política, afers internacionals, ciència, salut... Abordar aquests temes des d'una perspectiva de gènere».

## Premis i honors
Bennett ha estat reconeguda pel Newswomen Club de Nova York; ha rebut el GLAAD Mitjana Award, el premi Club de Premsa de la Nova York i el Centre Internacional de Fotografia pel seu treball en Lean In Collection.